# ルパート・エヴァンス
ルパート・エヴァンス（Rupert Evans、1977年3月9日 - ）は、イギリスの俳優。ロイヤル・シェイクスピア・カンパニーのメンバーである。映画『ヘルボーイ』のジョン・マイヤーズ役、Amazon.comのSFドラマ『高い城の男』のフランク・フリンク役、CWの『Charmed』のハリー・グリーンウッド役で知られる。2021年、『ブリジャートン家』シリーズ2のヴァイオレット・ブリジャートン(ルース・ジェメル)の亡くなった夫でブリジャートン一族の父であるエドマンド・ブリジャートン役を演じた。

## 生い立ち
イングランドのスタッフォードシャーのストーク＝オン＝トレント近くに位置するストウ＝バイ＝チャートリーの農場で育った。イングランドのウェスト・ミッドランズのウォリックシャーのラグビーのマーケットタウン近くのダンチャーチ村にある寄宿制の私立学校ビルトン・グランジ・スクールに通学し、その後サウス・ウェスト・イングランドのドーセットのブランフォード・フォーラムのマーケットタウン近くのミルトン・アバス村の寄宿制の私立学校ミルトン・アビー・スクールに通学し、当時ロンドンのサウス・ケンジントンを拠点としてた演劇学校ウェバー・ダグラス・アカデミー・オブ・ドラマティック・アートに学んだ。

## 経歴
キャリア初期の頃、2002年にジョン・シム主演のドラマ『Crime and Punishment』、2004年にリチャード・アーミティッジ主演の『North and South』に出演した。
2004年、マイク・ミニョーラのコミック・ブック『ヘルボーイ』の映像化作品であるギレルモ・デル・トロ監督の『ヘルボーイ』のFBI捜査官ジョン・マイヤーズ役で映画初役付きとなった。2009年、マルタで撮影されたレイチェル・ワイズおよびマックス・ミンゲラ主演の『アレクサンドリア』に出演した。
2013年、BBCの『The Village』にエドマンド・アリンガム役、『Rogue』にエリオット・ハウ、『ジェームズ・ボンドを夢見た男』にピーター・フレミング役、『World Without End』にブラザー・ゴドウィン役で出演した。またリチャード・ウィルソン主演のITVのシットコム『High Stakes』、ニール・モリッシー主演のBBCのドラマ『Paradise Heights』にゲスト出演した。Amazon Prime Videoの『高い城の男』で主演した。
2014年、ホラー映画『The Canal』に主演し、2016年、ホラー映画『ザ・ボーイ -人形少年の館-』で助演した。
2018年2月、1998年の『チャームド 〜魔女3姉妹〜』のリブート版であるCWのファンタジー・ドラマ『Charmed』にハリー・グリーンウッド役でレギュラー出演していた。自分たちが魔女であると気付いた学生街の3姉妹の物語であった。ハリーは大学教授で、魔女たちを守り導く守護神で姉妹の「ホワイトライター」役である。

## 出演作品

### 映画
| 年   | 題                                       | 役                   | 特記           |
| ---- | ---------------------------------------- | -------------------- | -------------- |
| 1994 | The Browning Version                     |                      | クレジット無し |
| 2004 | ヘルボーイ Hellboy                       | ジョン・マイヤーズ   |                |
| 2006 | 悪魔のリズム Guantanamero                | アリ/ジェブ          |                |
| 2008 | Sidney Turtlebaum                        | ゲイブリエル         |                |
| 2009 | アレクサンドリア Agora                   | シュネシオス         |                |
| 2011 | ザ・インシデント Asylum Blackout         | ジョージ             |                |
| 2012 | Elfie Hopkins                            | ミスター・ガモン     |                |
| 2014 | ザ・カナル 悪魔の棲む場所 The Canal      | デイヴィッド         |                |
| 2015 | インビジブル・エネミー Tank 432          | リーヴス             |                |
| 2016 | ザ・ボーイ -人形少年の館- The Boy        | マルコム             |                |
| 2016 | アメリカン・バーニング American Pastoral | ジェリー・・レヴォフ |                |
| 2020 | ドアマン The Doorman                     | ジョン・スタントン   |                |

### テレビドラマ
| 年        | 題                                                                            | 役                                            | 特記                                                   |
| --------- | ----------------------------------------------------------------------------- | --------------------------------------------- | ------------------------------------------------------ |
| 2001      | バンド・オブ・ブラザース Band of Brothers                                     | パラトルーパー                                |                                                        |
| 2001      | High Stakes                                                                   | チャーリー                                    | エピソード: "Father Figure"                            |
| 2001      | マイ・ファミリー My Family                                                    | トム                                          | エピソード: "All Roads Lead to Ramon"                  |
| 2002      | Crime and Punishment                                                          | 生徒                                          | ミニシリーズ                                           |
| 2002      | Lexx                                                                          | クリースビー                                  | エピソード: "Prime Ridge"                              |
| 2002      | パラダイス・ハイツ The Eustace Bros.                                          | トビー・エドワーズ                            | 6エピソード                                            |
| 2002–2003 | Rockface                                                                      | ジェイミー・ドーン                            | 7エピソード                                            |
| 2003      | Sons and Lovers                                                               | ポール・モレル                                |                                                        |
| 2004      | North & South                                                                 | フレデリック・ヘイル                          |                                                        |
| 2005      | 荊の城 Fingersmith                                                            | リチャード・リヴァース                        | ミニシリーズ                                           |
| 2005      | シェイクスピア21「真夏の夜の夢」 ShakespeaRe-Told — A Midsummer Night's Dream | ザンダー                                      |                                                        |
| 2008      | The Palace                                                                    | リチャード王4世                               |                                                        |
| 2009      | エマ 〜恋するキューピッド〜 Emma                                              | フランク・チャーチル                          | TVミニシリーズ 3エピソード                             |
| 2010      | The Little House                                                              | パトリック                                    | TVシリーズ 2エピソード                                 |
| 2012      | 本当にあった奇妙な科学実験史 en:Dark Matters: Twisted But True                | フリッツ・ヘイバー ドクター・ゴールドバーガー | ドキュメンタリー番組 2エピソード                       |
| 2012      | World Without End                                                             | ゴドウィン                                    | TVミニシリーズ                                         |
| 2013–2014 | The Village                                                                   | エドマンド・アリンガム                        | 12エピソード                                           |
| 2013      | 名探偵ポワロ「ヘラクレスの難業」 Agatha Christie's Poirot                     | ハロルド・ウェアリング                        | エピソード: ヘラクレスの冒険 "The Labours of Hercules" |
| 2013      | The Great Scott                                                               | ウェイヴァリー                                | TVミニシリーズ                                         |
| 2014      | ジェームズ・ボンドを夢見た男 Fleming: The Man Who Would Be Bond               | ピーター・フレミング Peter Fleming            | TV ミニシリーズ                                        |
| 2014      | Rogue                                                                         | エリオット                                    |                                                        |
| 2014      | The Secrets                                                                   | トム                                          | エピソード: "The Conversation"                         |
| 2015–2018 | 高い城の男 The Man in the High Castle                                         | フランク・フリンク                            | レギュラー                                             |
| 2018–2022 | Charmed                                                                       | ハリー・グリーンウッド                        | レギュラー ディレクター: 3エピソード                   |
| 2022      | ブリジャートン家 Bridgerton                                                   | エドマンド・ブリジャートン                    | エピソード: "A Bee in Your Bonnet”                     |
| 2024      | ヨルガオ殺人事件 Moonflower Murders                                           | ジョン・スペンサー                            | 5エピソード                                            |

### ビデオゲーム
- Q.U.B.E. (2011) as 919

## 舞台
- Venetian Heat
- マクベス Macbeth
- Sweet Panic (2003)
- Breathing Corpses (2005)
- ロミオとジュリエット Romeo and Juliet (2006) as ロミオ役
- 蜘蛛女のキス Kiss of the Spider Woman (2007) ドンマー・ウエアハウス(ロンドン)、ツアー
- Life Is a Dream (2009) ドンマー・ウエアハウス
- Fear (2013),[13] ブッシュ・シアター

## 特記
1. ↑  Credited as Rupert E.C. Evans